# Presidente do Conselho Nacional de Governo
O Presidente do Conselho Nacional de Governo foi o chefe do órgão executivo de mesmo nome no Uruguai. Este cargo substituiu o de Presidente da República.

## Criação
O cargo foi criado pela Constituição de 1952, que, entre outras coisas, previu a extinção dos cargos de Presidente da República e Vice-presidente, instituindo um conselho de governo, presidido anualmente e rotativamente pelos conselheiros, eleitos a cada quatro anos pelo voto direto.

## Titulares
|        | Imagem                                | Nome                               | Mandato                | Mandato                         | Período                          | Referências |
| Início | Imagem                                | Nome                               | Fim                    |                                 | Período                          | Referências |
|        |                                       | Andrés Martínez Trueba (1884–1959) | 1º de março de 1952    | 1º de março de 1955             | I Conselho Nacional de Governo   |             |
|        | Luis Batlle Berres (1897–1964)        | 1º de março de 1955                | 1º de março de 1956    | II Conselho Nacional de Governo |                                  |             |
|        | Alberto Fermín Zubiría (1901–1971)    | 1º de março de 1956                | 1º de março de 1957    | II Conselho Nacional de Governo |                                  |             |
|        | Arturo Lezama (1899–1964)             | 1 de março de 1957                 | 1 de março de 1958     | II Conselho Nacional de Governo |                                  |             |
|        | Carlos Fischer (1903–1969)            | 1º de março de 1958                | 1º de março de 1959    | II Conselho Nacional de Governo |                                  |             |
|        |                                       | Martín Echegoyen (1891–1974)       | 1º de março de 1959    | 1º de março de 1960             | III Conselho Nacional de Governo | [ 1 ] [ 2 ] |
|        | Benito Nardone (1906–1964)            | 1º de março de 1960                | 1º de março de 1961    |                                 | III Conselho Nacional de Governo |             |
|        | Eduardo Víctor Haedo (1901–1970)      | 1º de março de 1961                | 1º de março de 1962    |                                 | III Conselho Nacional de Governo |             |
|        | Faustino Harrison (1900–1963)         | 1º de março de 1962                | 1º de março de 1963    |                                 | III Conselho Nacional de Governo |             |
|        | Daniel Fernández Crespo (1901–1964)   | 1º de março de 1963                | 1º de março de 1964    | IV Conselho Nacional de Governo |                                  |             |
|        | Luis Giannattasio (1894–1965)         | 1º de março de 1964                | 7 de fevereiro de 1965 | IV Conselho Nacional de Governo |                                  |             |
|        | Washington Beltrán Mullin (1914–2003) | 7 de fevereiro de 1965             | 1º de março de 1966    | IV Conselho Nacional de Governo |                                  |             |
|        | Alberto Héber Usher (1918–1981)       | 1º de março de 1966                | 1º de março de 1967    | IV Conselho Nacional de Governo |                                  |             |

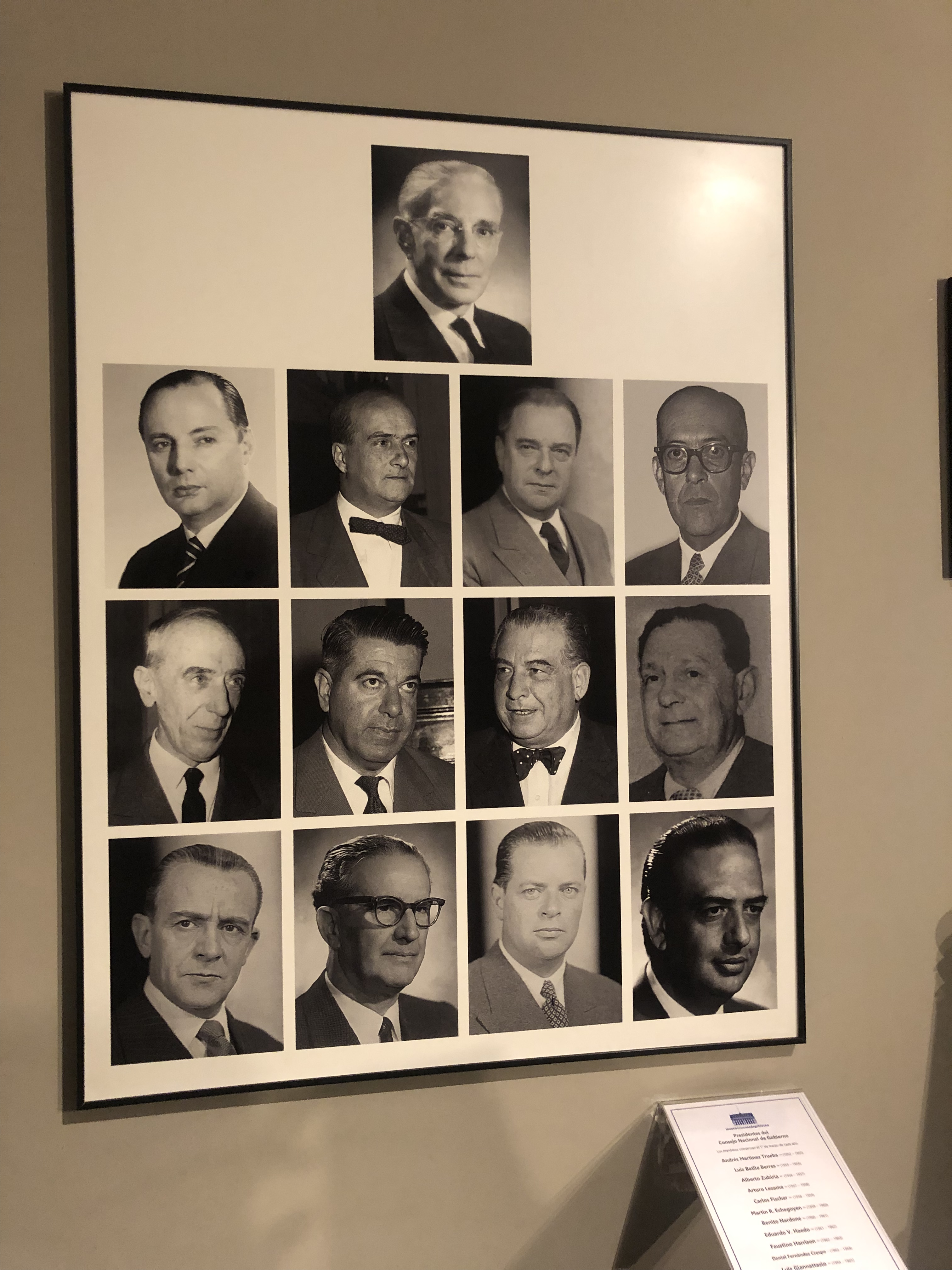
Presidentes do Conselho Nacional de Governo no Museu da Casa de Governo do Palácio Estévez.

Com exceção do primeiro mandato, quando Andrés Martínez Trueba ocupou a presidência, nos mandatos subsequentes, conforme estipulado pela Constituição, a presidência foi rotativa entre os conselheiros eleitos para esses mandatos. O Partido Colorado permaneceu como partido majoritário até as eleições de 1958, quando o Partido Nacional foi eleito como o maior partido nas eleições nacionais, conquistando o poder pela primeira vez desde o governo do presidente Manuel Oribe.